# Torpille humaine Neger
 (janvier 2018).
Si vous disposez d'ouvrages ou d'articles de référence ou si vous connaissez des sites web de qualité traitant du thème abordé ici, merci de compléter l'article en donnant les références utiles à sa vérifiabilité et en les liant à la section « Notes et références ».
La torpille humaine « Neger » (mot allemand pour Nègre) est le premier type de torpille humaine porteuse pilotée allemande conçue en 1943 par l'institut de recherche sur les torpilles Eckernförde.
Le nom de Neger vient de son concepteur Richard Mohr, Mohr étant un terme germanophone (ancien et moyen haut-allemand) pour les personnes à la peau foncée (principalement les Maures).

## Description
Le Neger est développé par l'Institut de recherche sur les torpilles Eckernförde à partir de 1943. Il se compose de deux torpilles G7e à propulsion électrique disposées l'une au-dessus de l'autre. La charge militaire de la torpille supérieure est retirée et remplacée par un poste de pilotage succinct avec un capot en plexiglas, équipé d'un appareil respiratoire et d'un espace pour le pilote  portant une boussole de poignet. Le tableau de bord est réduit au minimum : une manette pour le démarrage et l’arrêt, un manche à balai pour virer à gauche ou à droite et enfin un levier pour la mise à feu de la torpille. L'engin ne comporte aucune autre arme. La visée se fait à travers une simple mire métallique installée dans le dôme transparent. Arrivé à la bonne distance, la torpille inférieure est désengagée et poursuit seule sa route jusqu'à la cible. Le pilote est alimenté en air par un système Draeger, souvent à l'origine d'empoisonnements au monoxyde de carbone. Le dôme transparent permet la navigation à vue en direction de l’objectif. Emprisonné dans ce dôme haut de 50 cm, le pilote a une vue limitée sur l’horizon. Cet inconvénient majeur gêne considérablement la navigation et la recherche des cibles potentielles. Il est impossible d’ouvrir le dôme en mer pour respirer un peu d’air frais ou pour mieux apercevoir la cible, en raison du risque d’enfourner un paquet d’eau de mer et de chavirer. Une fois la torpille inférieure lancée vers sa cible, la partie supérieure peut faire demi-tour et tenter de se mettre à l'abri en cas de coup au but. En raison de sa petite taille, le Neger est difficile à détecter par les dispositifs de repérage ennemis tels que le radar et le sonar, mais l’engin n’a pas de capacité de navigation sous-marine et est facilement repérable par les guetteurs et extrêmement vulnérable aux attaques ennemies. De plus, en cas de détérioration du dôme transparent, le pilote a très peu de chances d’échapper au naufrage de l’engin. Une fois son attaque menée, le pilote rejoint sa base en utilisant la partie supérieure de l’engin. En cas de panne de batterie, il ne lui reste plus que la nage.

## Déploiement opérationnel
Les premières interventions eurent lieu devant Anzio, le 20 avril 1944, 30 unités devaient attaquer le nord de la tête de pont depuis Torre Vaianica. Ce fut un échec total, seulement 17 unités furent lancées, perdant leur chemin en route, le commandant de l'escadrille périt dès le début de l'opération d'une intoxication au CO2. Trois unités furent perdues, toutes les autres s'échouèrent et furent capturées. Malgré tout, les petites unités de combat (kleinkampfverbände) du K.Adm. Hellmuth Heye vont se lancer en juin à l’attaque de la flotte d’invasion alliée en baie de Seine pour tenter de faire leurs preuves. Le Neger sera engagé contre la flotte alliée en Méditerranée.

## Caractéristiques
- Poids : 2,7 t, Longueur : 8,0 m, Diamètre : 0,53 m, Armement : 1 torpille 53,3 cm (G7e) Motorisation : 1 moteur électrique alimenté par batterie, Puissance : 12 ch, Vitesse: 4,2 nœuds en surface
- Autonomie : 18-20 milles. À trois nœuds, son autonomie est de 30 milles, Début de fabrication : 1943, Nombre d’exemplaires construits : environ 200.

### Caractéristiques de la torpille G7 e
- Longueur : 7,2 m , Poids : 1,5 t , Année de construction : 1939, Charge militaire 300 kg hexanite, Distance franchissable de 5 à 7 km, Vitesse : 30 nœuds, Propulsion batterie acide/plomb
- Vitesse : max. 98 PS

Nota : les torpilles à propulsion électrique étaient équipées d’hélices contrarotatives. Leurs performances, vitesse et distance, nécessitaient néanmoins un maintien en température aux environs de +30 °C avant utilisation et d’une maintenance de charge électrique appliquée au moins une fois par semaine. Elles étaient sans conteste beaucoup plus fiables que les autres versions d’où leur utilisation plus intensive. Elles étaient connues aussi sous le nom de ETO.